# Comuna Petrușkî, Korsun-Șevcenkivskîi
Petrușkî (în ucraineană Петрушки) este o comună în raionul Korsun-Șevcenkivskîi, regiunea Cerkasî, Ucraina, formată din satele Lîstvîna și Petrușkî (reședința).

## Demografie
Componența lingvistică a comunei Petrușkî
     Ucraineană (99%)
     Alte limbi (1%)
Conform recensământului din 2001, majoritatea populației comunei Petrușkî era vorbitoare de ucraineană (99%), existând în minoritate și vorbitori de alte limbi.